# Памертон (Пенсилванија)
Памертон (енгл. Palmerton) град је у америчкој савезној држави Пенсилванија.

## Демографија
По попису из 2010. године број становника је 5.414, што је 166 (3,2%) становника више него 2000. године.
| Група             | 2000.         | 2010.         |
| Белци             | 5.072 (96,6%) | 5.104 (94,3%) |
| Афроамериканци    | 8 (0,2%)      | 26 (0,5%)     |
| Азијати           | 9 (0,2%)      | 26 (0,5%)     |
| Хиспаноамериканци | 124 (2,4%)    | 210 (3,9%)    |
| Укупно            | 5.248         | 5.414         |